# Odontostilbe mitoptera
Odontostilbe mitoptera és una espècie de peix d'aigua dolça de la família dels caràcids i de l'ordre dels caraciformes.
Els adults poden assolir 3,7 cm de llargària total. Viu en zones de clima tropical a conca del riu Cocle del Norte (Panamà).